# ریحانه جباری
ریحانه جباری (۱۵ شهریور ۱۳۶۶ – ۳ آبان ۱۳۹۳) شهروند ایرانی بود که در تیر ۱۳۸۶ و در ۱۹ سالگی به اتهام قتل مرتضی عبدالعلی سربندی ۴۷ ساله، بازداشت و محاکمه شد. وی اتهام قتل غیرعمد را پذیرفت و دلیل آن را دفاع از خود در برابر تجاوز جنسی اعلام کرد. حکم اعدام وی به اتهام قتل عمد در ۳ آبان ۱۳۹۳ در زندان رجایی‌شهر اجرا شد.وی در قطعه ۹۸ بهشت زهرا تهران دفن شده است.
در ۲۹ مهر ۱۳۹۵، مأموران امنیتی با ممانعت از برگزاری مراسم سالگرد جباری، مادرش شعله پاکروان را به همراه چند نفر از شرکت‌کنندگان در مراسم، از جمله محمد نوری‌زاد، بازداشت کردند. پاکروان پس از بازداشت و فشارهای ایجاد شده، از ایران به آلمان مهاجرت کرد. او در برلین ساکن شد و بنیادی در مخالفت با اعدام، با عنوان بنیاد ریحان تأسیس کرد.

## قتل
جباری طراح دکوراسیون داخلی یک شرکت تبلیغاتی و دکوراسیون بود و در اظهاراتش گفته بود که برای طراحی دکوراسیون مطب مقتول به آنجا رفته بود. مرتضی عبدالعلی سربندی، پزشک عمومی و به نقل از خانواده وی و همچنین دویچه‌وله، رادیو فردا، صدای آمریکا، یورونیوز و روزنامه قانون کارمند سابق وزارت اطلاعات بود اما عموی ریحانه جباری در این باره گفته که برای خانوادهٔ آن‌ها روشن نشده که آیا سربندی در نهایت از عضویت وزارت اطلاعات بیرون آمده بود یا همچنان عضو اطلاعات بوده. به گفته قاضی پرونده، «چون در این پرونده ادعا شده بود مقتول وابسته وزارت اطلاعات است و محتمل بود تحقیقات ابتدایی در دادسرا به‌لحاظ اثرگذاری نهاد امنیتی از مسیر قانونی خارج و حقوق قانونی متهمه، رعایت نشده باشد.»، به گزارش بی‌بی‌سی، «تأکید بیش از حد رسانه‌ها بر روی اطلاعاتی بودن مقتول و متجاوز بودن وی، حتی بر فرض درستی» ممکن بوده انگیزهٔ خانوادهٔ مقتول برای انتقام‌گیری و انجام قصاص را بیشتر کند.
سربندی و جباری، در یک بستنی‌فروشی با هم آشنا شده بودند. در دیداری که پس از این مکالمه بین آن دو رخ می‌دهد، سربندی به قتل می‌رسد. بر اساس گزارش‌هایی که از سوی دادگاه رسیدگی به پرونده ارائه شده است، جباری سوار بر خودروی سربندی می‌شود و سربندی بین راه در یک داروخانه توقف می‌کند تا مقداری خرید کند که بعداً مشخص می‌شود آن اجناس، کاندوم بوده است.البته بازپرس پرونده با این گفته مخالف است و می‌گوید سربندی برای عمه بیمار خود وسیله از داروخانه خریده بوده. همچنین بر روی میز محل، دو لیوان آب میوه قرار داشته که یکی از آن‌ها حاوی داروی خواب‌آور بوده است. البته وجود داروی خواب‌آور بازهم از سوی بازپرس رد شده و آن را حاوی مسهل می‌داند که حتی بیش از دو دهم از آبمیوه نوشیده نشده بوده. وکیل ریحانهٔ جباری، عبدالصمد خرمشاهی، این موارد را دلایلی می‌داند که نشان می‌دهد مقتول قصد تجاوز به متهم را داشته است. جباری پس از رسیدن به محل، متوجه می‌شود که سربندی او را به آپارتمانی مسکونی، اما خالی از سکنه برده است که قرار بوده تبدیل به مطب سربندی بشود و قصد داشته جباری را به عنوان طراح دکوراسیون آن ساختمان بکار بگیرد. دادگاه رسیدگی به پرونده گزارش می‌کند که بنا بر اظهارات متهم، سربندی پس از حمله به جباری به قصد تجاوز به او، از سوی جباری مورد اصابت چاقو در ناحیه کتف راست قرار می‌گیرد و جباری نیز بلافاصله از محل فرار می‌کند، اما بعد از آن آمبولانس خبر می‌کند. سربندی از شدت خون‌ریزی زیاد درگذشته و دادگاه جباری را «به قتل عمد با قصد قبلی» متهم می‌کند و حکم اعدام را برای او صادر کرد درحالی‌که جباری قتل سربندی را «برای دفاع از خود» خوانده بود.
این مسئله را که مقتول قصد ایجاد رابطه جنسی داشته هم مخالفان هم موافقان پذیرفته‌اند، اما مادر ریحانه مدعی است که مقتول قصد تجاوز جنسی به دخترش داشته. قاضی پرونده نیز به پسر مقتول می‌گوید: پدر شما در هر صورت قصد انجام کار خلاف شرع و عرف داشته. بنا بر اظهارات وکیل ریحانه جباری در دادگاه و یادداشتی که او پس از صدور حکم نوشت، نه قتل عمدی بوده و نه ضربه وارده مرگبار.
فرزند مقتول در مصاحبه‌ای مدعی شده بود که پدرش در حین خواندن نماز به قتل رسیده است، اما عموی جباری، این ادعا را شدیداً تکذیب می‌کند.
برخی روند بررسی این پرونده را «ناعادلانه» می‌دانند. احمد شهید، گزارشگر ویژه حقوق بشر سازمان ملل متحد با تردید در این پرونده اظهار داشته که برخی از شواهد نادیده گرفته شده و شیوهٔ بازپرسی از جباری پس از بازداشت را نادرست می‌داند. سازمان عفو بین‌الملل هم با اشاره به زندان انفرادی جباری به مدت دو ماه پس از بازداشت و همچنین دسترسی نداشتن او به وکیل مدافع یا خانواده در این مدت، خواستار رسیدگی مجدد به این پرونده و روشن شدن نکات مبهم آن است. ادعاهایی در مورد دست داشتن یک فرد سوم در ماجرای قتل وجود دارد. به گفتهٔ عموی جباری، این پرونده، یک پروندهٔ سیاسی نبوده، اما مقامات قضایی و امنیتی با آن به صورت «بسیار شبهه‌انگیز» برخورد می‌کردند. عموی جباری، در یک نشست خبری در آلمان ادعا کرده است که جباری مدتی طولانی در انفرادی به سر برده و بازجوها برای گرفتن اعترافات دروغین، او را مورد آزار و شکنجه قرار داده‌اند.
فرزند مقتول در مصاحبه‌ای اعلام کرده بود که در صورتی که «انگیزه واقعی ریحانه [جباری] مشخص شود، و واقعیت را بگوید که همدستش و اتفاق حقیقی که افتاده چه بوده حاضر به بخشش هستیم». پسر مقتول ادعا کرده است که اتهام جباری به پدر او ثابت نشده و همچنین خانوادهٔ جباری نیز راه مناسبی برای گرفتن رضایت را در پیش نگرفته بودند. بنا به گزارش ایسنا، خانوادهٔ مقتول تنها راه رضایت را «بیان واقعیت‌های پرونده از سوی ریحانه [جباری]» اعلام کرده‌اند. آن‌ها در این‌باره اظهار داشته‌اند که «ریحانه [جباری] در این پرونده واقعیت‌ها را نمی‌گوید و اگر واقعیت را بیان کند، حاضر به گذشت هستیم». مادر ریحانه جباری نیز اظهار داشته که سخنانش در فضای مجازی بزرگ‌نمایی و «یک کلاغ، چهل کلاغ» شده‌اند مادر ریحانه جباری ادعا کرده است که می‌داند کسانی مرتباً با خانوادهٔ مقتول در ارتباط هستند و آن‌ها را تحت فشار گذاشته‌اند تا رضایت ندهند و اجازه دهند دخترش اعدام شود.در روز دوشنبه، ۷ مهر ۱۳۹۳، جباری برای انتقال به زندان رجایی‌شهر فراخوانی شد. مادر ریحانه جباری در گفتگو با خبرگزاری دویچه وله اظهار داشته که جباری را با دستبند و پابند به این زندان منتقل کرده و به سلول انفرادی برده‌اند. سپس به او قلم و کاغذ می‌دهند تا «به هر کس که دوست دارد نامه بنویسد». جباری از ساعت ۴ بعدازظهر تا حوالی ۹ شب در انفرادی بوده است. سپس مجدداً جباری فراخوانده شده و به زندان قرچک ورامین برگردانده می‌شود و بر طبق ادعای خودش، در آن‌جا با استقبال زندانیان روبرو می‌شود. هیچ‌یک از مسئولان دو زندان قرچک و رجایی شهر توضیحی دربارهٔ این نقل و انتقال نداده‌اند.
عموی ریحانهٔ جباری مدعی شده است که مأموران و بازجوها بارها از ریحانه جباری خواسته بودند سه مورد از سخنان خود را تغییر دهد و مطابق میل آنان بیان کند. «نخست آنکه مقتول، مرتضی عبدالعلی سربندی قصد تجاوز به وی را نداشته، دوم آنکه چاقو (آلت قتل) از جانب ریحانه خریداری و به محل جرم آورده شده و سوم آنکه در آپارتمانی که جرم در آن رخ داده، باز بوده و ریحانه همواره امکان خروج از آن‌جا را داشته است.»
فریبرز جباری، عموی ریحانه جباری، در ۷ آبان ۱۳۹۳ در یک نشست مطبوعاتی در شهر برلین، غلامحسین محسنی اژه‌ای، معاون اول قضائیه و همچنین وزارت اطلاعات ایران را متهم کرد که نسبت به اجرای حکم اعدام برادرزاده‌اش «اصرار» داشته‌اند.

## تقاضای بخشش، تشکیل کمپین جهانی و اظهار نظر
صدور حکم قصاص برای وی، به ایجاد کمپین‌های بین‌المللی برای جلوگیری از اعدام وی انجامید.
افراد زیادی از جمله اصغر فرهادی، گوگوش، بهاره رهنما و خانواده ناصر حجازی تقاضای عفو از خانواده مقتول کردند. مادر جباری بازیگر و مدرس تئاتر است، او از همه استمداد خواسته کمک کنند فرزندش زنده بماند. فرهادی نامه‌ای به خانوادهٔ مقتول نوشته است و در آن اظهار داشته که جباری در دوران کودکی در یکی از فیلم‌های او بازی کرده و خواستار اعلام رضایت از سوی خانوادهٔ مقتول شده است.
شعله پاکروان، مادر ریحانه جباری، شنبه ۱۲ مهر ۱۳۹۳ در گفتگو با واحد خبر «شبکهٔ تلویزیونی ماهواره‌ای من و تو» اظهار داشت دو تن از مراجع عظام شیعه علی حسینی سیستانی و حسین وحید خراسانی حکم قصاص برای ریحانه را غیرشرعی دانسته‌اند.
مهم‌ترین دلیل این دو، چنین عنوان شده که خانواده مقتول و اولیاء دم در جلسه صلح و سازش در مقابل ۸۰ نفر از افراد فرهنگی، حقوقدان و دانشگاهی اقرار کرده‌اند که ریحانه قاتل نیست و باید قاتل اصلی را معرفی کند. با توجه به اقرار خانواده سربندی به اینکه فرد دیگری قاتل مرتضی سربندی است و ریحانه نیز در شرایط اعدام به وجود او اقرار می‌کند، این دو مرجع تقلید شیعه، حکم قصاص را جایز نمی‌دانستند.
کمیته بین‌المللی علیه اعدام، در کمپینی از مردم دعوت می‌کند برای اعتراض به حکم اعدام جباری، طوماری را امضاء کنند. پس از امضای طومار که به ۲۳۰۰ صفحه می‌رسید، سه نسخه از آن را برای افرادی مانند بان کی مون و کاترین اشتون و احمد شهید ارسال کرده‌اند. همچنین روز ۱۰ آوریل را روز همبستگی جهانی با جباری اعلام شد.
جنبش لگام، سازمان عفو بین‌الملل و سازمان دیده‌بان حقوق بشر، ضمن ارائه بیانیه‌هایی از جمهوری اسلامی ایران درخواست کردند تا حکم اعدام را اجرا نکند.
احمد شهید گزارشگر ویژه حقوق بشر سازمان ملل متحد در مورد ایران، از ایران خواست که اجرای حکم جباری که به اتهام قتل عمد محکوم به اعدام شده است را متوقف کند.
شیرین عبادی صدور حکم قصاص را «بی‌عدالتی» در مورد متهم و حتی خانواده فرد مقتول دانسته است.
محمد رضا شجریان نیز طی نامه‌ای خواستار بخشش وی شد. گوگوش برای همهٔ مادرانی که فرزند در حبس دارند و خصوصاً برای درخواست عفو جباری، ترانه‌ای به نام «لالایی» خواند. این ترانه در آلبومی به نام «عکس خصوصی» در نوروز ۱۳۹۴ منتشر شد.

## اعدام
به‌رغم موارد متعدد در جهت حصول سازش و کسب رضایت اولیای دم و با وجود برگزاری جلسه‌ای با حضور اولیای دم و متهم و خانوادهٔ وی، اولیای دم در نهایت خواستار اجرای حکم قصاص شدند. حکم صادره سحرگاه روز شنبه ۳ آبان ۱۳۹۳ به اجرا گذاشته شد. به گفتهٔ عموی جباری، عمل اعدام بدون اطلاع و حضور آن‌ها صورت گرفته بود و تنها پس از اجرای حکم بود که با آن‌ها تماس گرفته می‌شود. پیش از اعدام نیز از دیدار جباری و وکیل‌مدافعش ممانعت به عمل آمده بود. به گفته عموی وی، در روز خاکسپاری جباری نیز، مأموران یک «فضای امنیتی» پیرامون جسد جباری ایجاد می‌کنند تا هیچ‌کس جسد او را نبیند. تنها به مادر او اجازه داده می‌شود برای لحظاتی صورت دخترش را ببیند. جباری در یک پیام تلفنی که در بین عامهٔ مردم به «وصیت شفاهی» او معروف شده، گفته بود که اندام‌های بدنش به‌طور ناشناس در اختیار بیماران نیازمند قرار گیرد، اما به این وصیت وی، توجهی نمی‌شود.

### اعتراض‌ها به اجرای حکم اعدام
اجرای حکم اعدام ریحانه جباری، اعتراضات زیادی را برانگیخت. کریستوف اشترسر، مسئول حقوق بشر دولت آلمان، تاسف خود را نسبت به اعدام جباری اعلام کرد و ضمن «غیرانسانی، بی‌رحمانه و غیراخلاقی» خواندن حکم اعدام، اظهار داشت که «ما به خانواده ریحانه جباری تسلیت می‌گوییم و با آنان همدردی داریم». او گفت در روند دادگاه رسیدگی به پرونده تردیدهای بسیاری وجود دارد.
سازمان عفو بین‌الملل نیز بیانیه‌ای در این رابطه منتشر کرد و ضمن محکوم کردن این حکم، آن را «لکه خونین دیگری در سابقه حقوق‌بشر ایران» برشمرد.
وزارت خارجه آمریکا نیز بیانیه‌ای منتشر کرد و «نگرانی جدی» خود از «عادلانه» برگزار نشدن دادگاه را اعلام کرد.
تعدادی از زنان یک گروه آلمانی تحت عنوان «فمن» نیز در اعتراض به اجرای این حکم، در روز دوشنبه ۵ آبان ۱۳۹۳ مقابل سفارت ایران در آلمان گرد هم آمدند. در این تجمع که به دخالت پلیس انجامید، زنان شرکت‌کننده در تجمع، با پوششی سیاه و نیمه‌برهنه، بر روی بدن‌های خود شعارهایی در رابطه با حکم اعدام جباری و نقض حقوق بشر نوشته بودند.

## نظر مقام‌های قضایی

### توضیح دادستانی تهران
بعد از اجرای حکم، دادستانی تهران طی بیانیه‌ای توضیح داد که محل برخورد ضربهٔ کارد به مقتول (میان دو کتف)، نشان می‌دهد که قتل در حالت دفاع نبوده و جسد در سراسر بدن و دست‌ها دچار آثار ضرب بوده است؛ و متهم کارد را دو روز قبل از قتل خریداری نموده بوده است، طبق گفتهٔ دادستانی تهران، جباری دو روز قبل از قتل، کارد را خریداری نموده و فروشندهٔ کارد هم او را شناسایی کرده است. سه روز قبل از قتل، ریحانه پیامکی به یکی از دوستانش فرستاده که در آن نوشته شده بود: «فکر کنم امشب بکشمش»، که با ادعای قصد به تجاوز هم‌خوانی ندارد. با این حال، مادر جباری می‌گوید این پیامک ربطی به قاتل ندارد و با تحقیقات مجدد از پرونده کنار گذاشته شده که متن کامل پیامک‌های ردوبدل شده با دوست ریحانه این‌چنین بوده است: دوست ریحانه: بیا جایی ببینمت ریحانه: من پدرم خانه است نمی‌توانم بیایم. دوست ریحانه: همیشه باباها دردسر هستند ریحانه: آره فکر می‌کنم باید بکشمش. ساکنان ساختمان اظهار کرده بودند که بعد از سروصدا دیده‌اند مقتول خون‌آلود و زخمی از طبقه پنجم به سوم آمده و بیهوش شده است، در حالی که فریاد می‌زده «دزد! دزد!»، در صورتی که اگر ادعای ریحانه واقعیت می‌داشته، دلیلی برای فرار او وجود نداشته و برعکس می‌باید او با سر و صدا، بقیه را خبر می‌کرده.
علی‌رغم اظهارات عموی ریحانهٔ جباری، مبنی بر وجود داشتن شخصی به نام «شیخی» در محل وقوع حادثه، دادستانی تهران اظهار داشته اینکه نفر سومی به نام «شیخی» وجود داشته هیچ‌وقت اثبات نشده و با وجود اینکه افراد متعددی با این نام به جباری نشان داده شده، جباری اظهار داشته که هیچ‌یک را نمی‌شناسد و سرانجام هم اقرار کرده است که نفر سوم را برای انحراف پرونده اختراع کرده بوده. به هرحال اگر چنین فردی هم وجود داشته باشد با توجه به اینکه نقش این فرد سوم تنها حضور در محل بوده و در عمل قتل تنها خود ریحانه دخالت داشته است، در نتیجه تفاوتی ایجاد نخواهد نمود. اما طبق اظهارات پزشکی قانونی بدن مقتول سراسر دچار آسیب دیدگی و کبودی بوده است و نتیجه گرفته می‌شود که حین قتل درگیری انجام شده اما از آنجا که یک دختر ۱۹ ساله نحیفتر از آن است که بتواند چنین کبودی‌هایی در بدن مقتول ایجاد کند و بدن خود ریحانه آسیبی ندیده بود از حضور شخص سومی صحبت می‌شود که به دلایل نامعلومی کمتر به آن توجه شده است.
در نهایت دادستانی تهران اعلام کرد همکاران متهم گفته‌اند او در روز وقوع قتل اعلام کرد که پدرش یک اتومبیل تویوتا کمری خریده؛ این درحالی است که خودروی مذکور متعلق به سربندی بوده است. در نهایت کل ادعاها توسط ۵ نفر قاضی دیگر و دیوان عالی کشور دوباره بررسی شده و حکم دادگاه مورد تأیید قرار گرفته است.
در خانه مقتول دو لیوان آب میوه بود که به گفته مادر ریحانه در یکی از آن‌ها داروی بیهوشی ریخته شده بود و این مسئله نظریه تجاوز را تقویت می‌کند اما دادگاه تأیید می‌کند که یک نوع داروی اسهال به نام دیفنوکسیلات درون آب میوه ریخته شده بود.

### نظر قاضی پرونده
حسن تردست، قاضی صادرکننده حکم در مصاحبه با روزنامه قانونگفت که خانم جباری حداقل سه بار در دادگاه اظهار کرده بوده که قبلاً با مقتول روابط جنسی داشته است و به غیر از مقتول ارتباط او با چند نفر دیگر هم (شامل مدیر شرکت محل کارش) هم وجود داشته است. این در حالی است که مادر و عموی جباری هرگونه آشنایی قبلی ریحانه جباری با مقتول را رد کرده و شدیداً آن را تکذیب می‌کنند. بر طبق گفتهٔ آنها، جباری و سربندی، تنها سه بار با هم گفتگو داشته‌اند و بین آن‌ها هیچ آشنایی و دوستی وجود نداشته است. بنا به نظر قاضی، انگیزه قتل سابقه ناسازگاری والدین جباری و وجود روحیه خودشیفتگی و خودبزرگ‌بینی به‌علاوه روحیه مردانه در ریحانه جباری بوده است که یک خانم روان‌شناس این موارد را مورد تأیید قرار داده است. به گفته قاضی ریحانه جباری در صدد ثابت کردن خودش به خانواده بحران زده اش بود که به نظرش این امر از راه رسیدن به استقلال مالی به دست می‌آمد، اینکه در ارتباط با سربندی فکر می‌کرد کنترل ارتباط جنسی را از دست داده و بازیچه او شده است باعث شده که در مقابل لمس سربندی امتناع کند و وقتی در مقابل، مقتول شروع به نماز خواندن می‌کند به شدت عصبانی شده و او را با ضربه کاردی که به ناف ریه می‌خورد شدیداً مجروح می‌کند که منجر به مرگ ایشان می‌شود. به گفته قاضی تردست فرزند مقتول که «فرد فهمیده و تحصیلکرده‌ای» بود در طی روال محاکمه حاضر به رضایت دادن شده بوده اما به علت دخالت وکلای سیاسی کاری (محمد مصطفایی) که از وکالت این پرونده برای گرفتن پناهندگی سیاسی استفاده کردند، ریحانه جباری هیچ پشیمانی یا عذاب وجدانی از قتل نشان نداد و مقتول را به صورت «اوباش و متجاوز به زور» معرفی کرد. در نتیجه اولیای دم مجبور شدند رضایت ندهند تا بعد از رضایت نگویند که ایشان هم خودشان قبول داشتند که پدرشان گناهکار بوده و قصد تجاوز داشته است. تردست در ادامه راجع به نحوه قتل گفت: وقتی از متهمه در دادگاه سؤال شد چرا به در با چاقو زدی وی جواب داد:.... چون هیجان زده بودم و هول کرده بودم یک ضربه با چاقو به در زدم از وی سؤال شد: در قفل بود؟ وی جواب داد: نه قفل نبود؛ و وی ادامه می‌دهد بعد از زدن ضربه چاقو مقتول گفت منو زدی؟! و به طرف من صندلی را پرتاب کرد و بعد مقتول از پله‌ها رفت پایین و من هم با آسانسور خارج شدم، (اگر در قفل بود چطور می‌توانست بلافاصله خارج شود) (به‌علت شدت جراحات که بریدگی ناف اصلی ریه بود مقتول فقط از طبقه پنجم تا پله‌های طبقه سوم می‌تواند برود و پس از چند بار گفتن دزد! دزد! درهمان‌جا، جان می‌دهد).